# PACSIN1
PACSIN1 (англ. Protein kinase C and casein kinase substrate in neurons 1) – білок, який кодується однойменним геном, розташованим у людей на короткому плечі 6-ї хромосоми. Довжина поліпептидного ланцюга білка становить 444 амінокислот, а молекулярна маса — 50 966.
| 10         |  | 20         |  | 30         |  | 40         |  | 50         |
| ---------- |  | ---------- |  | ---------- |  | ---------- |  | ---------- |
| MSSSYDEASL |  | APEETTDSFW |  | EVGNYKRTVK |  | RIDDGHRLCN |  | DLMNCVQERA |
| KIEKAYGQQL |  | TDWAKRWRQL |  | IEKGPQYGSL |  | ERAWGAIMTE |  | ADKVSELHQE |
| VKNNLLNEDL |  | EKVKNWQKDA |  | YHKQIMGGFK |  | ETKEAEDGFR |  | KAQKPWAKKM |
| KELEAAKKAY |  | HLACKEEKLA |  | MTREMNSKTE |  | QSVTPEQQKK |  | LQDKVDKCKQ |
| DVQKTQEKYE |  | KVLEDVGKTT |  | PQYMENMEQV |  | FEQCQQFEEK |  | RLVFLKEVLL |
| DIKRHLNLAE |  | NSSYIHVYRE |  | LEQAIRGADA |  | QEDLRWFRST |  | SGPGMPMNWP |
| QFEEWNPDLP |  | HTTTKKEKQP |  | KKAEGVALTN |  | ATGAVESTSQ |  | AGDRGSVSSY |
| DRGQPYATEW |  | SDDESGNPFG |  | GSETNGGANP |  | FEDDSKGVRV |  | RALYDYDGQE |
| QDELSFKAGD |  | ELTKLGEEDE |  | QGWCRGRLDS |  | GQLGLYPANY |  | VEAI       |

A: Аланін

C: Цистеїн

D: Аспарагінова кислота

E: Глутамінова кислота

F: Фенілаланін

G: Гліцин

H: Гістидин

I: Ізолейцин

K: Лізин

L: Лейцин

M: Метіонін

N: Аспарагін

P: Пролін

Q: Глутамін

R: Аргінін

S: Серин

T: Треонін

V: Валін

W: Триптофан

Кодований геном білок за функцією належить до фосфопротеїнів. 
Задіяний у такому біологічному процесі, як ендоцитоз. 
Білок має сайт для зв'язування з ліпідами. 
Локалізований у клітинній мембрані, цитоплазмі, мембрані, клітинних контактах, клітинних відростках, цитоплазматичних везикулах, синапсах, синаптосомах.